# Доменіко Вольпаті
Доменіко Вольпаті (італ. Domenico Volpati, нар. 19 серпня 1951, Новара) — італійський футболіст, що грав на позиції центрального захисника, зокрема за «Верону», у складі якої — чемпіон Італії. 

## Ігрова кар'єра
Народився 19 серпня 1951 року в Новарі. Вихованець юнацьких команд місцевого клубу «Волунтас».
У дорослому футболі дебютував 1968 року виступами за команду «Боргоманеро», в якій провів два сезони, взявши участь у 24 матчах чемпіонату. 
Згодом з 1970 по 1982 рік грав у складі команд «Сольб'ятезе», «Реджяна», «Комо», «Монца», «Торіно» та «Брешія».
Своєю грою за останню команду привернув увагу представників тренерського штабу клубу «Верона», до складу якого приєднався 1982 року. Відіграв за команду з Верони наступні шість сезонів своєї ігрової кар'єри. Більшість часу, проведеного у складі «Верони», був основним гравцем команди. В сезоні 1984/85 допоміг веронській команді здобути єдиний у її історії титул чемпіона Італії.
Завершував ігрову кар'єру у «Мантові», за яку виступав протягом 1988—1989 років.

## Титули і досягнення
- Чемпіон Італії (1):

«Верона»: 1984-1985